# Edain Elessedil
Edain Elessedil è un personaggio secondario della trilogia di Shannara scritta da Terry Brooks. Appare nel terzo romanzo della serie di Shannara, La Canzone di Shannara.

## Storia
Il giovane è un principe elfo figlio di Ander Elessedil; suo nonno è il grande re elfo Eventine che combatté contro i Demoni. È a Culhaven e partecipa come rappresentante elfo a un Consiglio degli Anziani della città dei Nani per ascoltare la missione che Jair Ohmsford deve compiere per conto de Re del Fiume Argento.
Subito prende le parti del giovane sia perché gli crede sia perché lui e il suo popolo elfo hanno un debito di riconoscenza nei riguardi del padre di Jair, Wil Ohmsford che aiutò, circa venti anni prima, la giovane eletta Amberle alla ricerca del Fuoco di Sangue.
Si offre volontario per accompagnare Jair formando insieme a Garet Jax, Slanter, Elb Foraker e Helt una compagnia che aiuterà Jair nel viaggio verso la Sorgente del Cielo.
La sua abilità di arciere elfo unita alla capacità di usare la spada nei combattimenti aiutano la compagnia lungo il suo viaggio. È un ragazzo sereno, allegro e spiritoso, e garantisce all'interno del gruppo buon umore anche nei momenti meno agevoli. Egli combatte senza paura per difendere la compagnia, rischiando più volte la vita, fino a quando nel tentativo di difendere Elb Foraker, suo amico nano, una gamba gli viene rotta da un pulcioso gnomo e Elb viene ferito alla testa. I due valorosi amici si rendono conto che nelle loro condizioni sarebbero stati solo d'impiccio.
L'amicizia che lega i due e l'antico rapporto di fratellanza tra Nani ed Elfi si suggella con la decisione di entrambi di proteggere la fuga del resto della compagnia, restando indietro per rallentare le orde di gnomi, sacrificando la loro vita; Jair si oppone, ma il senso del dovere e la promessa fatta di dare la vita affinché lui possa compiere la missione lo spingono via (a dire la verità è Slanter che lo prende per un braccio e lo trascina via).
I due straordinari amici saranno ricordati dal giovane Jair.